# Justicia smeruensis
Justicia smeruensis är en akantusväxtart som först beskrevs av Brem., och fick sitt nu gällande namn av Van Steenis. Justicia smeruensis ingår i släktet Justicia och familjen akantusväxter. Inga underarter finns listade i Catalogue of Life.